# ОШ „Мокро” Мокро
ОШ „Мокро” је једна од основних школа на подручју општине Пале. Налази се у Мокром.

## Историјат
Основна школа „Мокро“ основана је 1907. године у мјесту Пустопоље. Исте године изашао је штампани наставни план и програм за српско-православне основне школе у Босни и Херцеговини. Према овом програму у школи су ученици учили 10 предмета укупно за све разреде. Прво име које се помиње у пионирском покушају развоја просвјете је Јокица Новаковић, која је била кћерка свештеника. Прва основна школа у Мокром носила је назив „Српска народна основна школа“. Школа је била смјештена у једној малој и доста примитивној згради, настава се изводила према одређеним школским прописима. Касније, као централна школа, добија нови назив „Романијски одред“. Под овим називом школа ради све 1979. године када је припојена Основној школи „Пале„ у Палама. Од тада па до 1994. године школа носи назив „Дан младости“. Од 1994. године постаје поново централна основна школа са 4 подручна одјељења (Кадино Село, Брезовице, Хреша и Вучија Лука) и добија назив „Основна школа Мокро“. Основна школа у Мокром обновљена је 1947. године, али је тек почела да ради 1949. године јер није било учитеља. Почело се са двогодишњом школом у донекле обновљеном бившем школском дому. Први послијератни учитељ је био Војислав Цвјетичанин, родом из Бање Луке, који је вршио селекцију ученика, како би одредио ко за који разред може наставити, јер је било доса ученика који су прерасли године почетне за школе. Послије њега долазе Миливоје Симеуновић и Милан Бојић, оба из Србије. И они раде по годину и одлазе. После њих долазе Владо Вуковић, Мишков Љубинка те Митра Боровчанин. Школа је била претрпана ученицима, јер су поред Мокрана у њу долазила дјеца из Рогоушића, Бјелогораца и Кадина Села. Убрзо је школа прерасла у шесторазредну. 1961. године, ова школа је добила воду и прерасла у осмогодишњу. Већ 1964. године, ОШ у Мокром је имала 420 ученика, а у Први разредје уписано 84 ученика. Што је за 4 и по пута више него данас, када је уписано једва 20. То је година када је отпочела изградња нове школске зграде, која је завршена 1969.године. Данас основна школа „Мокро“ има скор упола мање ђака, него прије 60 година иако има скоро дупло више становника.